# Lista primarilor Aradului
Aceasta este o listă cu primarii Aradului:

## Secolul XIX
- Dominicus Heim 1834 - 1842
- Franz Scharfender 1843 - 1848
- Gabor Torok 1848 - 1849
- Dominicus Heim 1850 - 1852
- Adam Horvath 1853 - 1860
- Gabor Torok 1861
- Franz Scharfender 1861 – 1863
- Karl Weiss 1863 – 1866
- Peter Atztel 1867 – 1869
- Ferencz Pasyztory 1869 – 1871
- Pal Voros 1872 - 1875

## Secolul XX
- Gyula Salacz 1875 - 1901[1]
- Institoris Kalman 1901 - 1905
- Varjassy Lajos 1905 - 1918
- Green Nandor 1919
- Dr. Ioan Robu 1919 - 1926
- Dr. Ștefan Anghel 1926 - 1927
- Dr. Ioan Robu 1927- 1928
- Dr. Cornel Luțai 1928 - 1931
- Dr. Cornel Radu 1931 1932
- Dr. Alexa Botioc 1932 - 1933
- Dr. Ioan Ursu 1933 – 1935
- Dr. Romul Cotieiu 1935 – 1937
- Dr. Nicolae Popovici 1938 (40 zile)
- Ștefan Olariu 1938 (3 zile delegație)
- Romul Orezeanu 1938
- Lt. col Moise Riscutia 1938
- Gen. Alexandru Vlad 1938 – 1940
- Emil Monțea 1940 - 1941
- Lt. col. Vasile Mironescu 1941
- Dr. Cornel Radu 1941 - 1943
- Octavian Lupaș 1943 - 1944
- Ion G. Palincaș 1944 - 1949
- Vasile Mureșan 1949 - 1950
- P. Cristici 1950 - 1953
- Gheorghe Duma 1953 - 1956
- Irimie Șimăndan 1956 - 1961
- Simion Cojocaru 1961 – 1968
- Ioan Baba 1968 – 1969
- Ioan Gornic 1969 – 1971
- Marțian Fuciu 1971 – 1982
- Mircea Roman 1982 – 1984
- Nicolae Angheloiu
- Romulus Popescu
- Vasile Oancea
- Silviu Rațiu 1990
- Titu Nicolae Gheorghiof 1990 - 1991
- Mircea Hent 1991 - 1992
- Cristian Moisescu 1992 - 1996
- Dumitru Branc 1996 - 1998
- Valentin Paul Neamț 1998 - 2000

## Secolul XXI
- Dorel Popa 2000 - 2004
- Gheorghe Falcă 2004 - 2019
- Călin Bibarț 2019 - prezent